# Pulp Fiction
För andra betydelser, se Pulp (olika betydelser).
Pulp Fiction är en amerikansk gangsterfilm från 1994, regisserad och skriven av Quentin Tarantino. Pulp Fiction var Tarantinos andra långfilm efter debuten De hänsynslösa. Filmen hade Sverigepremiär den 25 november 1994 på biografen Park i Stockholm.
Namnet kommer av öknamnet på den populärlitteratur som under 1930–1950-talen i USA oftast trycktes på papper av sämre kvalitet, så kallad pulp, snabbt gulnande och snart skört, men billigt. Hit hörde den tidens western, deckare och science fiction-magasin, så kallad kiosklitteratur.

## Handling
Filmen har tre huvudsakliga handlingar: Vincent Vega and Marsellus Wallace's Wife, The Gold Watch samt The Bonnie Situation; dessa tre handlingar knyts samman genom ovanliga och mer eller mindre triviala händelser. Vincent är dock den enda av de sju huvudsakliga karaktärerna som möter alla de övriga under filmen. De olika handlingarna visas inte i kronologisk ordning.

## Detaljerad handling
Prolog - The Diner I
"Pumpkin" (Tim Roth) och "Honey Bunny" (Amanda Plummer) äter frukost på en restaurang. De bestämmer sig för att råna restaurangen när de kommer fram till att de även kan tjäna pengar på kundernas plånböcker. De drar sina vapen och säger åt alla att det är ett rån.
Inledning till "Vincent Vega and Marsellus Wallace's Wife"
Torpederna Vincent Vega (John Travolta) och Jules Winnfield (Samuel L. Jackson) sitter i en bil och diskuterar Vincents upplevelser i Europa som haschbarerna i Amsterdam och franska McDonalds "Royale with Cheese". Båda två, klädda i kostymer, är på väg till en lägenhet för att hämta en portfölj från en person vid namn Brett, en kompanjon till deras chef, Marsellus Wallace. Jules berättar för Vincent att Marsellus mannar hade kastat ut en person från en balkong på fjärde våningen, vilket skadade honom allvarligt. Detta för att personen gav Wallaces fru fotmassage. Vincent berättar för Jules att Wallace har bett honom att gå ut med Mia medan Marsellus åker bort från stan. Efter att deras diskussion är slut går de in till Bretts lägenhet och hämtar portföljen. Därefter läser Jules ur Hesekiel 25:17 på ett dramatiskt sätt och avrättar Brett.

### Vincent Vega and Marsellus Wallace's Wife
Inne på en tom bar sitter boxaren Butch (Bruce Willis) och samtalar med Marsellus Wallace (Ving Rhames). Butch tar emot en stor summa pengar för att lägga sig i en kommande titelmatch. Vincent och Jules anländer, omklädda i T-shirts och shorts, och överlämnar portföljen till Marsellus. Dagen efter hälsar Vincent på knarklangaren Lance (Eric Stoltz) och hans fru Jody (Rosanna Arquette) för att köpa heroin. Samma kväll går Vincent ut med Mia Wallace (Uma Thurman) och de åker till "Jack Rabbit Slim's", en restaurang med 50-talstema. Där äter de och diskuterar om Mias misslyckade skådespel i pilotavsnittet till TV-serien "Fox Force Five".
Efter att ha deltagit i en danstävling på restaurangen återvänder de till Wallaces hus med prispokalen. Vincent börjar bli orolig över om hans relation till Mia börjar bli för närgången och går in i badrummet för att fatta ett beslut. Under tiden hittar Mia heroinet i hans jackficka och misstar det för kokain. Hon överdoserar efter att ha snortat heroinet och blir medvetslös. Vincent upptäcker situationen och tar henne med sig tillbaka till Lance. Där lyckas han väcka Mia med hjälp av en adrenalininjektion. Vincent kör tillbaks Mia till hennes hus och de enas om att inte berätta om incidenten för Marsellus.
Inledning till "The Gold Watch"
En ung Butch sitter framför TV:n men blir avbruten när vietnamveteranen kapten Koons (Christopher Walken) anländer till huset. Han berättar för den unga Butch att han tänker ge honom en guldklocka som tillhörde hans far. Butchs far dog av dysenteri i ett fångläger men innan döden inträffade bad han Koons att gömma klockan i ändtarmen i två år för att kunna leverera den till Butch. Den nu vuxna Butch vaknar plötsligt ur sin flashbackdröm och hans boxningsmatch skall snart börja. Han blev betalad av Marsellus Wallace för att förlora matchen.

### The Gold Watch
Butch flyr från arenan efter att ha vunnit matchen. I en taxibil lär han känna den dödsfixerade Esmarelda Villalobos. Hon berättar för Butch att hon hörde på radion att hans motståndare hade avlidit. Butch använde pengarna som han fick av Marsellus för att satsa på sig själv. Butch kommer fram till ett motell, där han och hans flickvän Fabienne (Maria de Medeiros) gömmer sig för tillfället. Nästa morgon när de förbereder sig att flytta från staden upptäcker Butch att Fabienne har glömt att packa ner hans guldklocka. Eftersom klockan är ovärderlig för honom tänker han hämta den, trots att han är efterspanad av Marsellus mannar. Butch kommer fram till sin lägenhet och hittar klockan. I tron att han är ensam tar han det lugnt en stund, tills han märker att det ligger en kulsprutepistol på köksbänken och att någon är på toaletten. Han tar vapnet och riktar det mot toalettdörren som nu öppnas. Det är Vincent Vega som kommer ut. Butch skjuter honom med vapnet och åker sedan iväg.
När Butch kör genom staden får han syn på Marsellus som också får syn på honom. Butch kör över honom men hamnar själv i en bilolycka. Båda blir allvarligt skadade och den fortsatta jakten för dem till en pantbank i närheten. Där tillfångatas de emellertid av butiksägaren Maynard och säkerhetsvakten Zed. De tar Marsellus till ett annat rum och våldtar honom och lämnar kvar en fastbunden Butch, som snart står på tur. Butch lyckas dock att ta sig loss och flyr, men precis innan han lämnar butiken bestämmer han sig för att vända om och rädda Marsellus. Butch dödar Maynard med ett samurajsvärd och Marsellus tar Maynards hagelgevär och skjuter mot Zeds ljumske. Marsellus berättar för Butch att han tänker låta honom gå men Butch måste lämna staden omedelbart och aldrig komma tillbaka eller berätta för någon om våldtäkten. Butch går med på det och tar Zeds chopper, hämtar Fabienne och åker därifrån.

### The Bonnie Situation
Tillbaka i lägenheten där Jules och Vincent återtar den stulna portföljen. Efter att Brett blivit avrättad rusar en annan person ut från toaletten med en revolver och skjuter vilt mot Vincent och Jules. Han missar dock, varpå Jules och Vince skjuter honom. Jules ser det som ett tecken från Gud att han ska sluta vara torped. De åker iväg och tar med sig en av Bretts vänner, Marvin. Medan de åker vänder sig Vincent mot Marvin för att fråga honom vad hans åsikt om "miraklet" är, men råkar skjuta honom ansiktet och blodar ner hela bilen. 
Jules kör genast till sin ende vän i området, Jimmie, för att gömma bilen. Jimmie grips dock av panik eftersom hans fru Bonnie kommer hem om 90 minuter. Jules ringer Marsellus och ber om hjälp. Marsellus säger åt Jules att vänta på någon som kallas "The Wolf". Winston Wolf (Harvey Keitel) dyker upp och beordrar Jules och Vincent att tvätta bilen, gömma Marvins kropp i bakluckan och slänga bort sina nerblodade kostymer för att byta om till T-shirts och shorts. De kör till en bilskrot för att göra sig av med bilen. Jules och Vincent bestämmer sig för att äta frukost på en restaurang för att ta det lugnt en stund innan de överlämnar portföljen till Marsellus.
Epilog - The Diner II
Samma restaurang som i öppningsscenen av filmen. Jules och Vincent diskuterar ännu en gång "miraklet" hos Brett och Jules beslut att gå i pension efter att ha överlämnat portföljen. Medan Vincent är på toaletten är rånet i full gång. Pumpkin och Honey Bunny stjäl gästernas plånböcker. Pumpkin kräver att Jules ger honom hans plånbok och portföljen men blir övermannad. Honey Bunny blir då hysterisk och riktar sitt vapen mot Jules men hamnar själv under vapenhot av Vincent som precis har lämnat toaletten. Jules förklarar för Pumpkin, men kallar honom för Ringo, att han just lagt sitt liv som mördare bakom sig och tänker låta honom och Honey Bunny gå iväg med alla pengar de samlat in, inklusive Jules pengar - men inte portföljen. Pumpkin och Honey Bunny går tyst och lugnt ut från restaurangen. Samma sak gör Vincent och Jules.

## Rollista

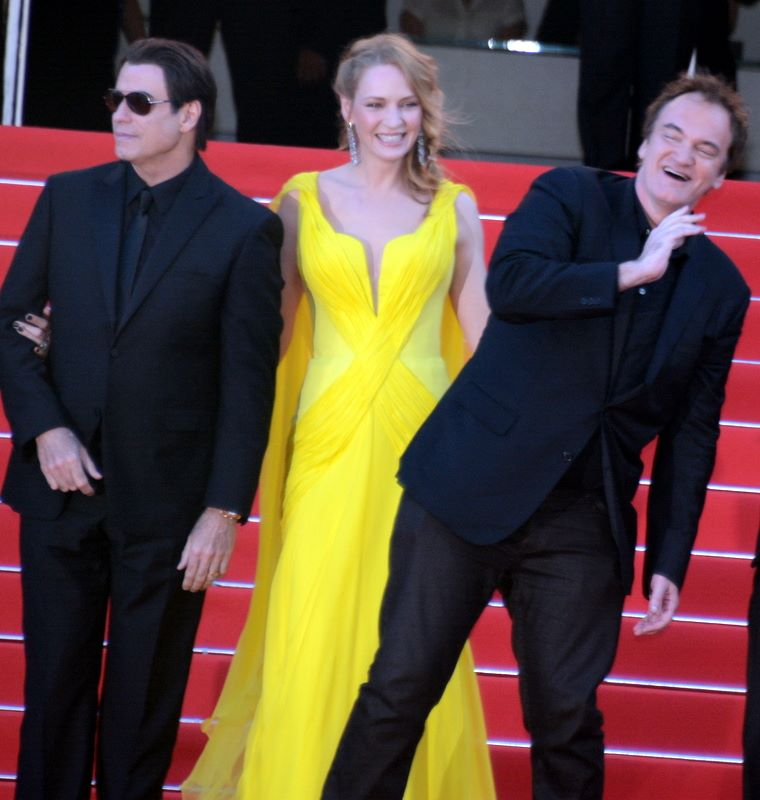
John Travolta, Uma Thurman och Quentin Tarantino vid Filmfestivalen i Cannes 2014 för filmens 20-årsjubileum.

Skådespelarna nedan listas i den ordning de framträder.
| Tim Roth           | – Pumpkin ("Ringo")       |
| Amanda Plummer     | – Honey Bunny (Yolanda)   |
| John Travolta      | – Vincent Vega            |
| Samuel L. Jackson  | – Jules Winnfield         |
| Phil LaMarr        | – Marvin                  |
| Frank Whaley       | – Brett                   |
| Burr Steers        | – Roger                   |
| Bruce Willis       | – Butch Coolidge          |
| Ving Rhames        | – Marsellus Wallace       |
| Paul Calderón      | – Paul                    |
| Rosanna Arquette   | – Jody                    |
| Bronagh Gallagher  | – Trudi                   |
| Eric Stoltz        | – Lance                   |
| Uma Thurman        | – Mia Wallace             |
| Michael Gilden     | – Phillip Morris Page     |
| Steve Buscemi      | – Buddy Holly             |
| Christopher Walken | – Kapten Koons            |
| Angela Jones       | – Esmeralda Villalobos    |
| Maria de Medeiros  | – Fabienne                |
| Kathy Griffin      | – sig själv               |
| Duane Whitaker     | – Maynard                 |
| Peter Greene       | – Zed                     |
| Stephen Hibbert    | – The Gimp                |
| Alexis Arquette    | – den fjärde mannen       |
| Quentin Tarantino  | – Jimmie                  |
| Harvey Keitel      | – Winston Wolf (The Wolf) |
| Julia Sweeney      | – Raquel                  |

## Musik
Musiken i Pulp Fiction är en blandning av surfmusik och 1970-talsmusik. Med undantag för en låt används alla surflåtar som typisk filmmusik och är inte musik som "spelas på plats", vilket då var något nytt för Tarantino. Ett antal 1950-talslåtar används också i "Vincent Vega och Marsellus Wallace's Wife". "Misirlou" användes som titellåt eftersom Tarantino tyckte att låten angav vad som skulle hända i filmen. "If Love Is a Red Dress" och "Comanche" hördes på Maynards pantbank. "The Bonnie Situation" saknade helt musik. "Surf Rider" spelas under eftertexterna.
Låtlista med artister i kronologisk ordning; alla låtar som används som typisk filmmusik är markerade med "+":
- "Misirlou"+ – Dick Dale and the Del-Tones
- "Jungle Boogie" – Kool and the Gang
- "Strawberry Letter #23" – The Brothers Johnson
- "Let's Stay Together" – Al Green
- "Bustin' Surfboards" – The Tornadoes
- "Bullwinkle Part II"+ – The Centurions
- "Son of a Preacher Man" – Dusty Springfield
- "Waitin' in School" – Gary Shorelle
- "Lonesome Town" – Ricky Nelson
- "Ace of Spades" – Link Wray
- "Rumble" – Link Wray
- "Since I First Met You" – The Robins
- "Teenagers in Love" – Woody Thorne
- "You Never Can Tell" – Chuck Berry
- "Girl, You'll Be a Woman Soon" – Urge Overkill
- "Flowers on the Wall" – The Statler Brothers
- "If Love Is a Red Dress (Hang Me in Rags)" – Maria McKee
- "Comanche" – The Revels
- "Out of Limits"+ – The Marketts
- "Surf Rider"+ – The Lively Ones

## Priser och nomineringar
| Pris                | Kategori                        | Mottagare                                                | Resultat  |
| ------------------- | ------------------------------- | -------------------------------------------------------- | --------- |
| Oscar               | Bästa originalmanus             | Quentin Tarantino & Roger Avary                          | Vann      |
| Oscar               | Bästa film                      | Lawrence Bender                                          | Nominerad |
| Oscar               | Bästa regi                      | Quentin Tarantino                                        | Nominerad |
| Oscar               | Bästa manliga huvudroll         | John Travolta                                            | Nominerad |
| Oscar               | Bästa manliga biroll            | Samuel L. Jackson                                        | Nominerad |
| Oscar               | Bästa kvinnliga biroll          | Uma Thurman                                              | Nominerad |
| Oscar               | Bästa klippning                 | Sally Menke                                              | Nominerad |
| Cannesfestivalen    | Guldpalmen                      | Quentin Tarantino                                        | Vann      |
| Golden Globe Awards | Bästa manus                     | Quentin Tarantino                                        | Vann      |
| Golden Globe Awards | Bästa film – drama              | Lawrence Bender                                          | Nominerad |
| Golden Globe Awards | Bästa regi                      | Quentin Tarantino                                        | Nominerad |
| Golden Globe Awards | Bästa manliga huvudroll – drama | John Travolta                                            | Nominerad |
| Golden Globe Awards | Bästa manliga biroll            | Samuel L. Jackson                                        | Nominerad |
| Golden Globe Awards | Bästa kvinnliga biroll          | Uma Thurman                                              | Nominerad |
| BAFTA Awards        | Bästa originalmanus             | Quentin Tarantino & Roger Avary                          | Vann      |
| BAFTA Awards        | Bästa manliga biroll            | Samuel L. Jackson                                        | Vann      |
| BAFTA Awards        | Bästa film                      | Lawrence Bender & Quentin Tarantino                      | Nominerad |
| BAFTA Awards        | Bästa regi                      | Quentin Tarantino                                        | Nominerad |
| BAFTA Awards        | Bästa manliga huvudroll         | John Travolta                                            | Nominerad |
| BAFTA Awards        | Bästa kvinnliga huvudroll       | Uma Thurman                                              | Nominerad |
| BAFTA Awards        | Bästa foto                      | Andrzej Sekuła                                           | Nominerad |
| BAFTA Awards        | Bästa klippning                 | Sally Menke                                              | Nominerad |
| BAFTA Awards        | Bästa ljud                      | Stephen Hunter Flick, Ken King, Rick Ash, David Zupancic | Nominerad |